# Kužnik
Kužnik je priimek več znanih Slovencev:
- Anka Kužnik, igralka, mati Anke Senčar
- Edvard Kužnik, organist
- Greg Kužnik (*1978), kanadski hokejist slovenskega porekla
- Henrik Kužnik (1907 - 2000), pravnik, vrhovni sodnik, tožilec
- Igor Kužnik, knjigovez
- Lea Kužnik, etnologinja/kult.antropologinja, doc. Fakultete za turizem UM/Brežice za turizem in ekologijo
- Rafael Kužnik (*1958), politik